# Janko Kastelic (slikar)
Janko Kastelic, slovenski slikar, * 4. april 1953, Pivka.

## Življenjepis in delo
Janko Kastelic se je rodil 4. 4. 1953 v Pivki. Slikarstvo je študiral zasebno. Leta 1984 je postal član Zveze društev slovenskih likovnih umetnikov (ZDSLU), od leta 1993 pa ima status svobodnega umetnika. Samostojno je začel razstavljati leta 1975 in od takrat je svoja dela predstavljal na 89 razstavah po Sloveniji, Hrvaški, Italiji, Ameriki, Nizozemski in drugod. S svojimi deli se je udeležil nad 300 skupinskih razstav, likovnih kolonij in drugih likovnih prireditev doma in v tujini. Za svoje delo je prejel 32 domačih in mednarodnih nagrad. 
Poleg slikarstva se intenzivno ukvarja z raziskavo krajevne zgodovine. Do leta 2023 je izdal devet knjižnih del. Od tega se na zgodovino Sežane nanašajo štiri monografije in dve brošuri:  ˝Sežana, ljudje in kraj skozi čas˝ (2013),  ˝Sežanski Sokol in vzporednosti˝ (2016),  ˝Sežanski sosed, rodbina Burgstaller - Bidischini˝ (2017),  ˝Ivan Cankar v Sežani˝ (2019),  ˝Sežana - Karl von Schaffer / v odsevu cesarskega blišča˝ (2019) in  ˝Sežana - drobci iz I. svetovne vojne˝ (2023).  
Kot samostojni kulturni delavec živi in ustvarja v Sežani. Njegov sin je Simon Kastelic.